# Shrimper Records
 (juin 2014).
Si vous disposez d'ouvrages ou d'articles de référence ou si vous connaissez des sites web de qualité traitant du thème abordé ici, merci de compléter l'article en donnant les références utiles à sa vérifiabilité et en les liant à la section « Notes et références ».
Shrimper Records est un label indépendant basé à Upland en Californie. La société a été fondée en 1990 par Dennis Callaci.

## Groupes produits
- Amps For Christ
- Diskothi-Q
- Fishstick
- Franklin Bruno
- God Is My Co-Pilot
- Herman Düne
- Joy
- The Mountain Goats
- Nothing Painted Blue
- Refrigerator
- The Secret Stars
- Sentridoh
- Soul-Junk
- Wckr Spgt